# Albert Giöbel
Carl Albert Giöbel, född 30 april 1835 i Bro socken, Värmland, död 25 april 1902 i Stockholm,, var en svensk direktör och riksdagspolitiker.
Giöbel var direktör vid AB Friggamagasinet i Stockholm som var en antik- och konsthandel samt bosättnings och möbleringsaffär med specialitet konstmöbler & antika, med utställning och försäljningslokal på Hamngatan 16, mitt för Kungsträdgården. Han var även politiker och ledamot av Riksdagens andra kammare för Kumla och Sundbo häraders valkrets, Örebro län 1879–1881. Han var suppleant i Lagutskottet 1879 och 1880. 
Han var elev vid Ultuna lantbruksinstitut 1853 och godsägare i Bastedalen i Örebro län. 1869–1879 kommunalordförande och senare bosatt i Stockholm.
Bror till Selma Giöbel